# Proctacanthus salti
Proctacanthus salti är en tvåvingeart som beskrevs av Charles Howard Curran 1934. Proctacanthus salti ingår i släktet Proctacanthus och familjen rovflugor.
Artens utbredningsområde är Colombia. Inga underarter finns listade i Catalogue of Life.